# Torneo de Estrasburgo 2025
El Internationaux de Strasbourg 2025 fue un torneo profesional de tenis en canchas de arcilla. Fue la 39.ª edición del torneo que formó parte de la WTA Tour 2025. Se llevó a cabo en Estrasburgo (Francia) desde el 18 hasta 24 de mayo de 2025.

## Distribución de puntos
| Modalidad           | Campeona | Finalista | Semifinales | Cuartos de final | 3ª ronda | 2ª ronda | 1ª ronda | Clasificadas | 2ª ronda de clasificación | 1ª ronda de clasificación |
| Individual femenino | 500      | 325       | 195         | 108              | 60       | 30       | 1        | 25           | 13                        | 1                         |
| Dobles femenino     | 500      | 325       | 195         | 108              | -        | -        | 1        | -            | -                         | -                         |

## Cabezas de serie

### Individuales femenino
| Tenista             | Ranking | Preclasificada |
| Jessica Pegula      | 3       | 1              |
| Emma Navarro        | 9       | 2              |
| Paula Badosa        | 10      | 3              |
| Elena Rybakina      | 12      | 4              |
| Daria Kasatkina     | 17      | 5              |
| Barbora Krejcikova  | 15      | 6              |
| Liudmila Samsonova  | 19      | 7              |
| Beatriz Haddad Maia | 23      | 8              |

- Ranking del 5 de mayo de 2025[2]

### Dobles femenino
| Tenista                           | Ranking | Preclasificada |
| Gabriela Dabrowski Erin Routliffe | 6       | 1              |
| Desirae Krawczyk Ellen Perez      | 33      | 2              |
| Lyudmyla Kichenok Nadiia Kichenok | 58      | 3              |
| Xinyu Jiang Frang-Hsien Wu        | 59      | 4              |

## Campeonas

### Individual femenino
Elena Rybakina venció a  Liudmila Samsonova por 6-1, 6-7(2-7), 6-1

### Dobles femenino
Timea Babos /  Luisa Stefani vencieron a  Guo Hanyu /  Nicole Melichar por 6-3, 6-7(3), [10-7]